# Джоан Дрю
Джоан Дрю (на английски: Joanne Dru) е американска актриса.

## Биография
Родена е на 31 януари 1922 година в Логан, Западна Вирджиния, премества се в Ню Йорк през 1940 г. на осемнадесет години.

### Кариера
Тя работи като модел и е избрана от Ал Джолсън за участие в актьорския състав на неговото шоу на Бродуей „Hold On to Your Hats“. Когато се премества в Холивуд тя намира работа в театъра. Забелязана е от разузнавач на таланти и прави първата си поява във филма „Ирландската роза на Аби“ (1946). През следващото десетилетие Дрю се появява често във филми и по телевизията. Тя често участва в уестърни като „Ред Ривър“ (1948) на Хауърд Хоукс, „Тя носеше жълта панделка“ (1949) на Джон Форд и „Майстор на вагони“ (1950). Прави добре приета роля в драматичния филм „Цялото кралско войнство“ (1949), който спечели наградата „Оскар за най-добър филм“.
Филмовата ѝ кариера се изчерпва към края на 1950-те години, но тя продължава да работи често в телевизията, най-вече като Бебс Уутън в сериала на Ей Би Си (Guestward, Ho!, 1960 – 61). След това тя се появява спорадично през 1960-те и първата половина на 1970-те години, с участие в „Силвия“ (1965), и осем телевизионни участия.
За приноса си в телевизионната индустрия Дрю е отличена със звезда на Холивудската алея на славата.

### Личен живот
Джоан Дрю е по-голяма сестра на Питър Маршал, актьор и певец, най-известен като оригинален водещ на американското игрово шоу Hollywood Squares.
Преди да се премести в Холивуд, тя се запознава и се омъжва за популярния певец Дик Хеймс през 1941 г., когато е на 19 години. Двойката има три деца: Ричард Ралф Хеймс (р. 1942), Хелън Джоана Хеймс (р. 13 май 1944) и Барбара Нуджент Хеймс (р. 19 септември 1947) Развежда се с Хеймс през 1949 г., след по-малко от месец по-късно се жени за актьора Джон Айърланд с когото играят заедно във филмите „Ред Ривър“ и „Цялото кралско войнство“. Двамата се развеждат през 1957 г. Тя няма деца от брака си с Айърланд и следващите два брака.
Тя е твърд републиканец, подкрепя Бари Голдуотър по време на президентските избори през 1964 г. в САЩ и се появява на мероприятия за набиране на средства през 1968 г. за Ричард Никсън.

### Смърт
Джоан Дрю умира на 10 септември 1996 г. в Лос Анджелис, Калифорния на 74 години, от дихателно заболяване, развило се от лимфедем, подуване на крайниците. Прахът ѝ е разпръсната в Тихия океан.

## Избрана филмография
| Година | Филм                     | Оригинално заглавие      | Роля            | Режисьор     |
| ------ | ------------------------ | ------------------------ | --------------- | ------------ |
| 1948   | Ред Ривър                | Red River                | Тес Милей       | Хауърд Хоукс |
| 1949   | Тя носеше жълта панделка | She Wore a Yellow Ribbon | Оливия Дендридж | Джон Форд    |
| 1949   | Цялото кралско войнство  | All the King's Men       | Ан Стантън      | Робърт Росън |